# Creatonotos gracilis
Creatonotos gracilis là một loài bướm đêm thuộc phân họ Arctiinae, họ Erebidae.